# (22222) Ходиос
(22222) Ходиос (др.-греч. Χοδιοσ) — типичный троянский астероид Юпитера, движущийся в точке Лагранжа L4, в 60° впереди планеты. Астероид был открыт 30 сентября 1973 года голландскими астрономами К. Й. ван Хаутеном, И. ван Хаутен-Груневельд и Томом Герельсом в Паломарской обсерватории и назван в честь греческого глашатая в Троянской войне.

Орбита астероида Ходиос и его положение в Солнечной системе